# Andre Iguodala
Andre Iguodala (* 28. ledna 1984, Springfield, USA) je profesionální americký basketbalista, hrající od roku 2020 za tým NBA Miami Heat.
Byl členem vítězného týmu USA na letních olympijských hrách v roce 2012 v Londýně.

## Kariéra v NBA
- 2004–2012	Philadelphia 76ers
- 2012–2013	Denver Nuggets
- 2013-2020	Golden State Warriors
- od 2020 Miami Heat